# Lăčezar Mladenov
Lăčezar Mladenov (in bulgaro Лъчезар Младенов?, traslitterazione anglosassone: Lachezar Mladenov; Svoge, 19 marzo 1982) è un ex calciatore bulgaro, di ruolo difensore.

## Carriera

### Club
Nel 2001 debutta con la maglia dello Sportist Svoge.